# Phrudocentra niveiceps
Phrudocentra niveiceps är en fjärilsart som beskrevs av Louis Beethoven Prout 1912. Phrudocentra niveiceps ingår i släktet Phrudocentra och familjen mätare. Inga underarter finns listade i Catalogue of Life.